# General Watch Co
La General Watch Co. (GWC) era el holding de las empresas relojeras asociadas en la ASUAG. La compañía fue fundada en 1931 por el gobierno y los bancos de Suiza, con el objeto de reestructurar el sector relojero del país para paliar los efectos de la Gran Depresión.

## Historia
La ASUAG se fundó en 1931, con la ayuda del gobierno y de los bancos de Suiza para combatir la grave crisis económica provocada por la Gran Depresión y el consiguiente desempleo, mediante la refinanciación de las empresas relojeras del país (evitando así la insostenible competencia asociada al "dumping por supervivencia" en el seno del conjunto de pequeñas "industrias artesanales" proveedoras de movimientos y componentes a las principales firmas) y programas complementarios de investigación y desarrollo en sus respectivas empresas.
Su mandato era mantener, mejorar y desarrollar la industria relojera suiza.
El programa de la ASUAG también se expandió gradualmente mediante la compra de manufacturas de ébauches (piezas básicas para la composición de movimientos), manufacturas fabricantes de movimientos (por ejemplo, volantes, piezas surtidas y rubíes) y una serie de ensambladores y fabricantes de relojes completos, que posteriormente se agruparon bajo la subsidiaria "GWC General Watch Co. Ltd."

### Marcas y empresas de relojes afiliadas
- A. Reymond SA (o ARSA)[4]
- Atlantic
- Certina
- Diantus[5]
- Edox
- Endura
- Eterna
- Hamilton
- Longines
- Microma
- Mido
- Oris
- Rado
- Roamer
- Rotary
- Technos

## Fusión con SSIH en SMH
Sin embargo, resultó difícil desarrollar una política industrial común para las todas las filiales involucradas. Después de repetidas crisis en la industria relojera suiza, en la década de 1970 la ASUAG (así como la SSIH, el otro gran holding de relojes suizos) volvió a tener problemas. La competencia extranjera, en particular de la industria relojera japonesa, con su producción en masa de nuevos productos electrónicos baratos y nueva tecnología, estaba dejando rápidamente a las firmas suizas fuera del mercado.
Finalmente, tanto ASUAG como SSIH se enfrentaron a una fusión: así, en 1983, la GWC General Watch Co. y sus marcas y fábricas de relojes afiliadas se fusionaron con su empresa matriz ASUAG, junto con SSIH, creando la entidad ASUAG/SSIH, posteriormente rebautizada como SMH (Grupo Swatch desde 1998) bajo el patrocinio de los bancos suizos que estaban involucrados financieramente en ese momento.

## Escisiones
Sin embargo, algunas empresas ya se habían independizado o habían sido vendidas, como:
- A. Reymond
- Atlantic S.A.
- Edox
- Eterna
- Oris
- Roamer
- Rotary
- Technos